# Голдфілд (Колорадо)
Голдфілд (англ. Goldfield) — переписна місцевість (CDP) в США, в окрузі Теллер штату Колорадо. Населення — 63 особи (2020).

## Географія
Голдфілд розташований за координатами 38°43′4″ пн. ш. 105°7′31″ зх. д. / 38.71778° пн. ш. 105.12528° зх. д. (38.717645, -105.125328).  За даними Бюро перепису населення США в 2010 році переписна місцевість мала площу 0,36 км², уся площа — суходіл.

## Демографія
Згідно з переписом 2010 року, у переписній місцевості мешкало 49 осіб у 23 домогосподарствах у складі 12 родин. Густота населення становила 134 особи/км².  Було 51 помешкання (140/км²).
Расовий склад населення:
| - 91,8 % — білих - 4,1 % — осіб інших рас |

До двох чи більше рас належало 4,1 %. Частка іспаномовних становила 2,0 % від усіх жителів.
За віковим діапазоном населення розподілялося таким чином: 24,5 % — особи молодші 18 років, 59,2 % — особи у віці 18—64 років, 16,3 % — особи у віці 65 років та старші. Медіана віку мешканця становила 37,5 року. На 100 осіб жіночої статі у переписній місцевості припадало 113,0 чоловіків;  на 100 жінок у віці від 18 років та старших — 105,6 чоловіків також старших 18 років.
Цивільне працевлаштоване населення становило 27 осіб. Основні галузі зайнятості: мистецтво, розваги та відпочинок — 48,1 %, сільське господарство, лісництво, риболовля — 33,3 %, освіта, охорона здоров'я та соціальна допомога — 18,5 %.